# Radar (Šluknovská pahorkatina)
Radar (německy Hanlberg) je kopec s nadmořskou výškou 509 m, který leží v Mikulášovicích v Ústeckém kraji.

## Charakteristika
Geomorfologicky náleží kopec k Šluknovské pahorkatině a jejímu okrsku Šenovská pahorkatina, respektive podokrsku Mikulášovická pahorkatina. Geologické podloží tvoří střednězrnný lužický granodiorit doplněný průniky doleritu a nefelinického bazanitu. Půdním pokryvem je převážně modální mesobazická kambizem, okrajově nahrazená při vodních tocích kambizemí oglejenou a modálním glejem. Vrcholová část je zalesněna smíšeným lesem, většinu povrchu však pokrývají pastviny. Severní až západní svahy jsou odvodňovány do Mikulášovického potoka (povodí Sebnice), zatímco jižní až východní do Bílého potoka (povodí Křinice). Většina území vrchu se nachází v Chráněné krajinné oblasti Labské pískovce. Po severním svahu prochází železniční trať Rumburk – Panský – Mikulášovice. Ve vrcholové části se nachází bývalý vojenský areál, podle kterého získal kopec novodobý název.

## Galerie

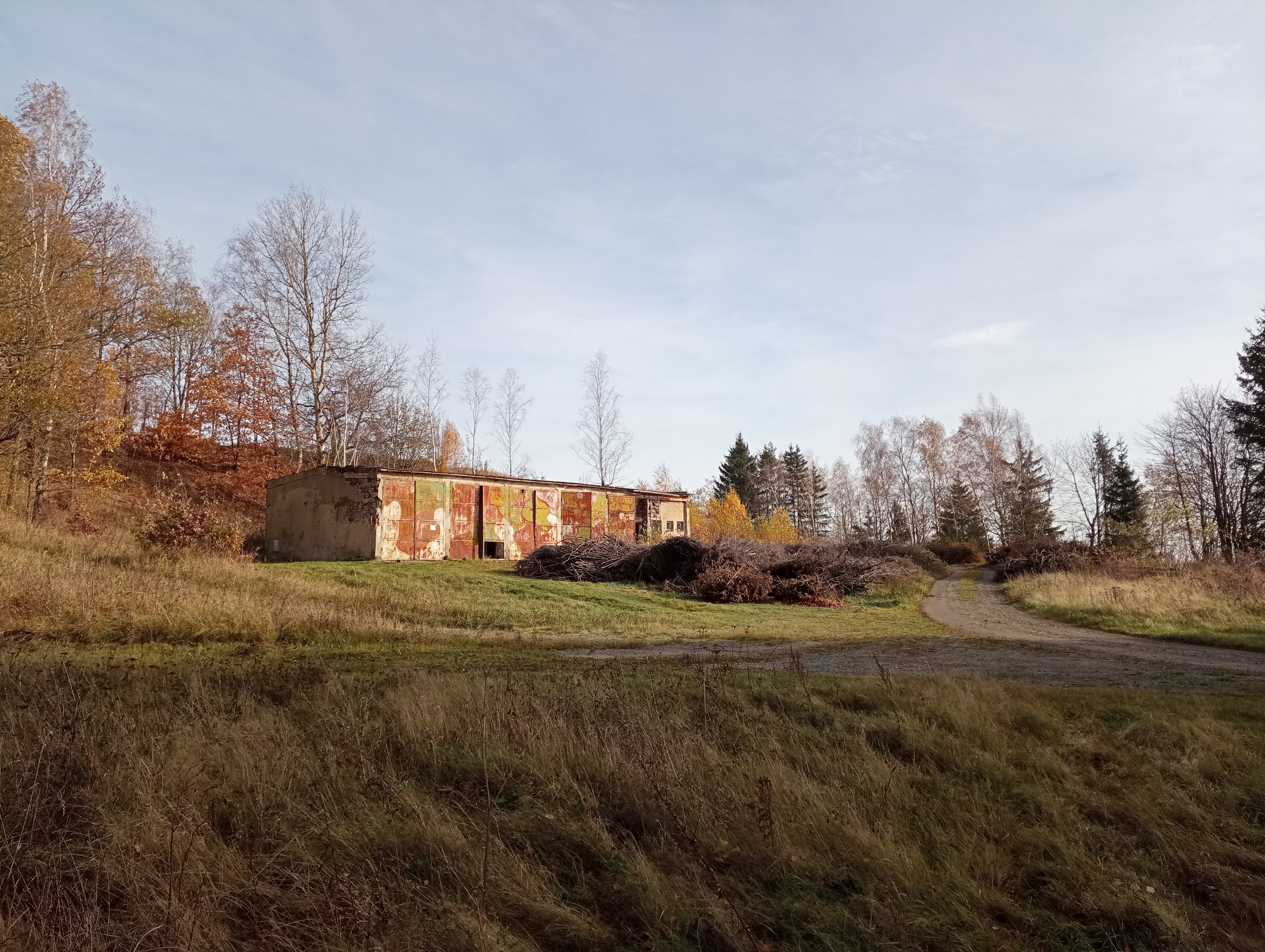
Bývalý vojenský areál
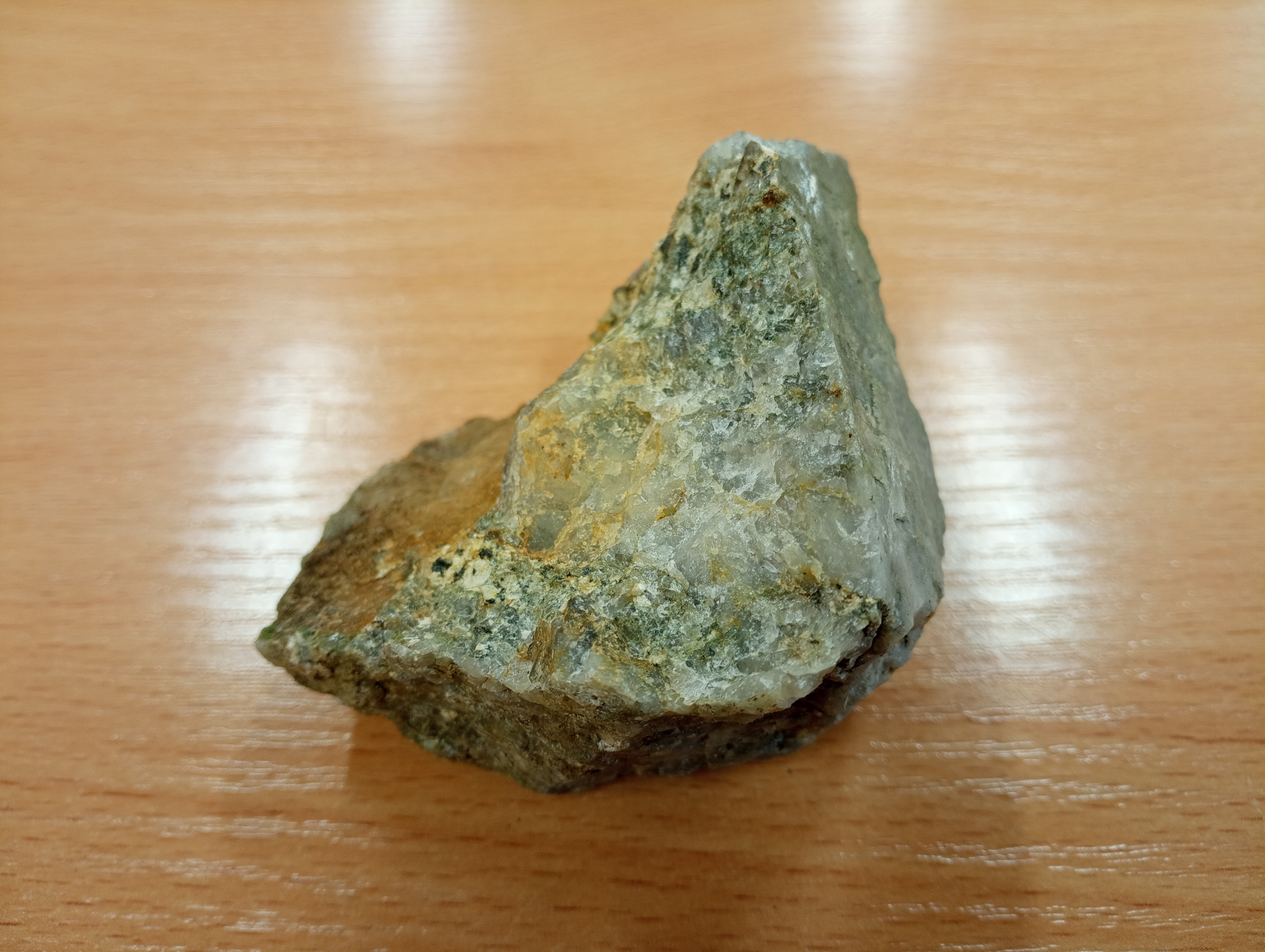
Křemen v granodioritu
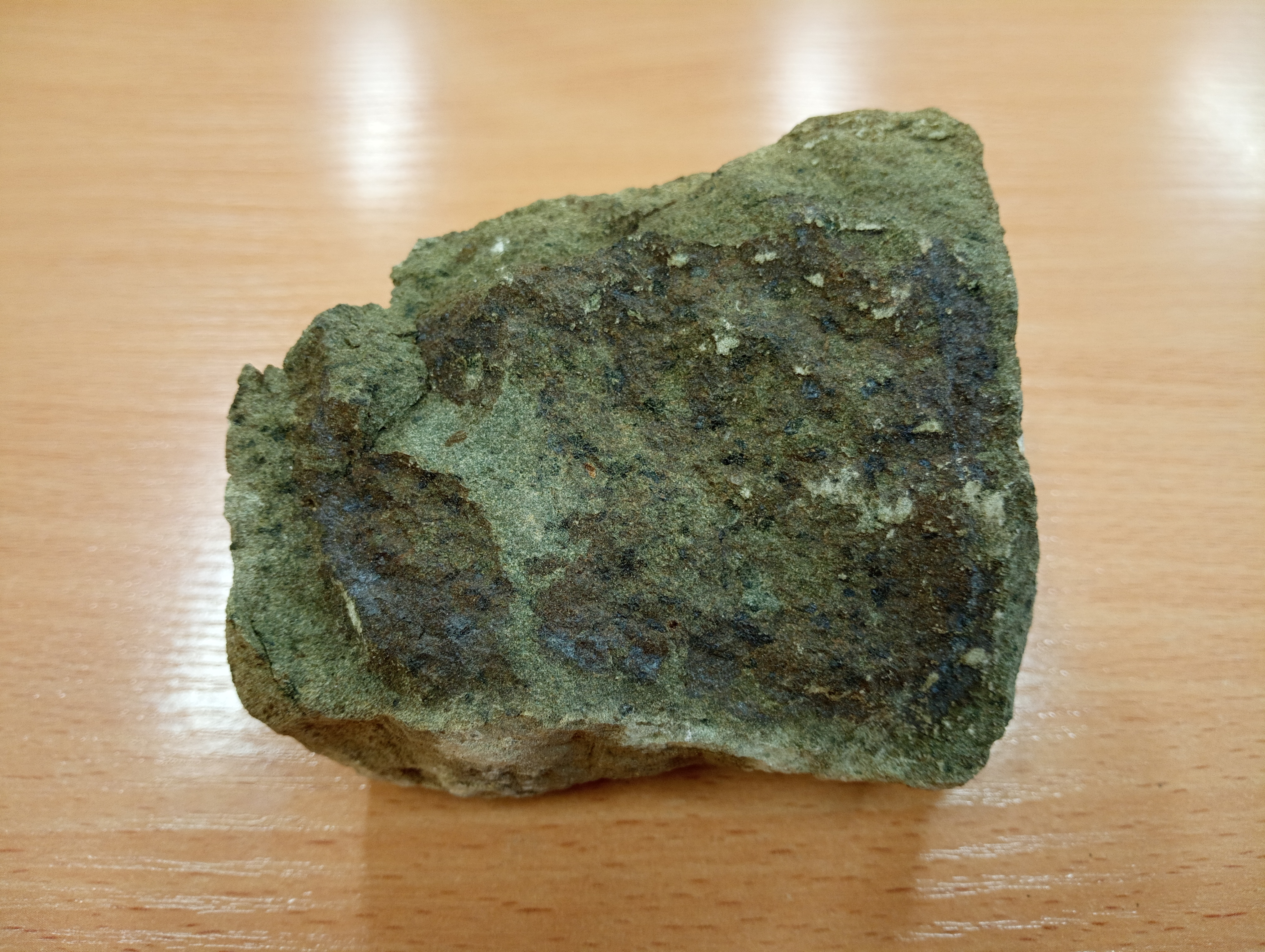
Nefelinický bazanit
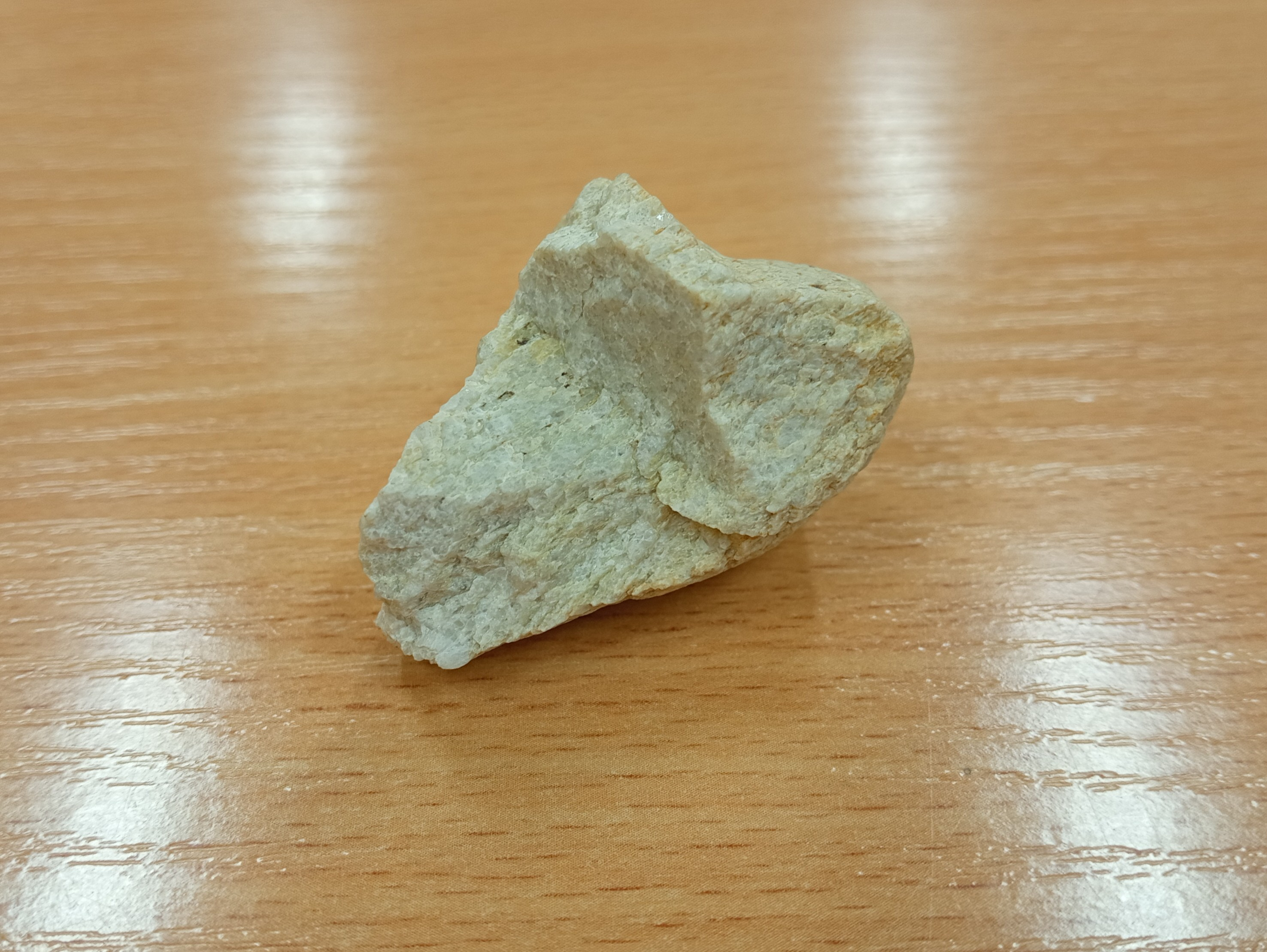
Sodnovápenatý živec
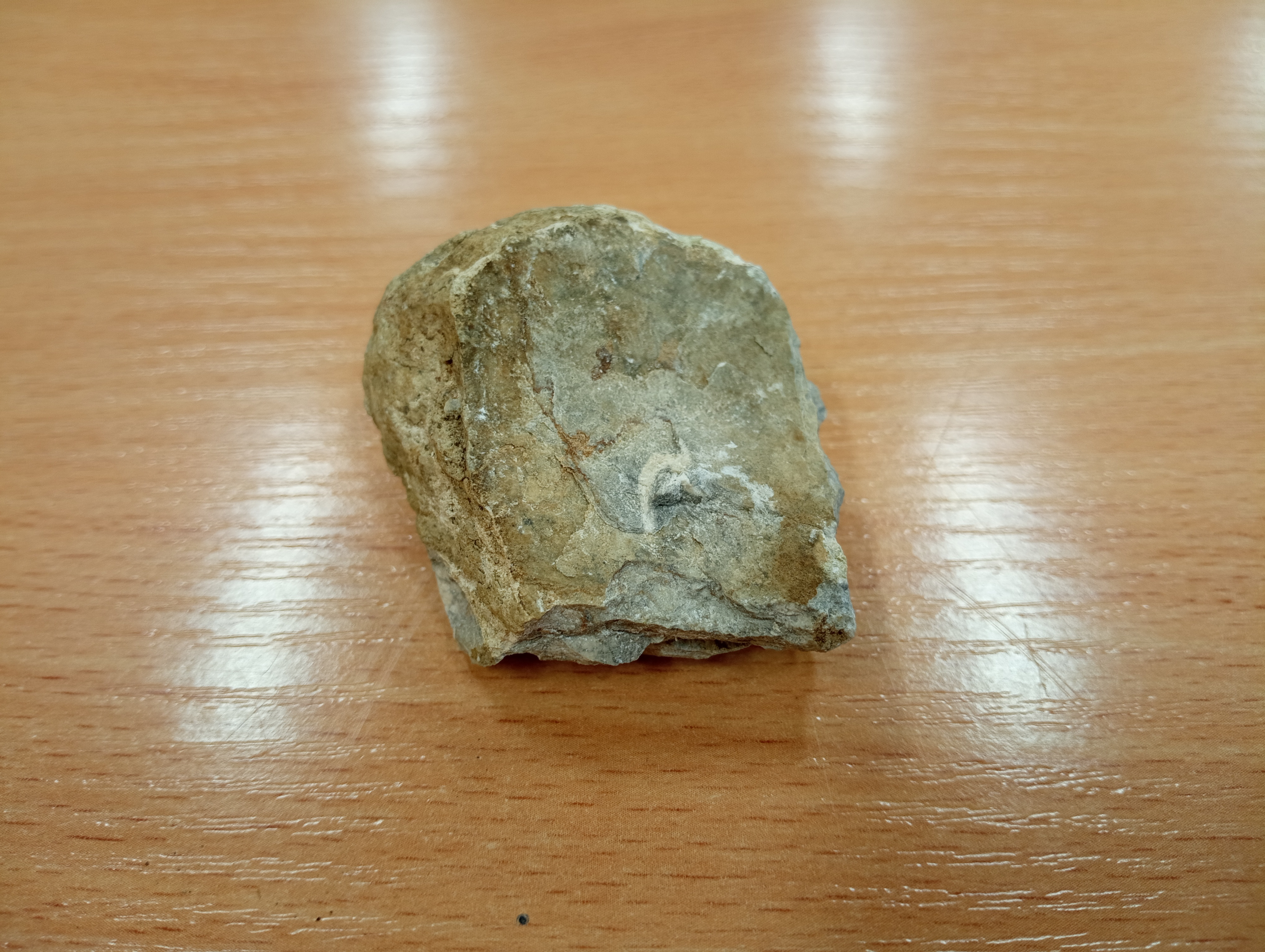
Vápenec